# Zürcher Spielzeugmuseum
Zürcher Spielzeugmuseum er et legetøjsmuseum i den schweiziske storby Zürich. Museet blev grundlagt af Margrit Weber-Beck i 1956 i anledning af 75 års jubilæet for den schweiziske legetøjskæde Franz Carl Weber, der har hjemsted i Zürich. I september 1981 flyttede museet til hjørnebygningen Rennweg 26/Fortunagasse 15, en af de ældste i den gamle bydel og ikke langt fra gågaden Bahnhofstrasse.
Samlingen omfatter europæisk legetøj fra det 18. til midten af det 20. århundreder og gengiver livet i de forskellige perioder. Jernbaner og dampmaskiner afspejler den industrielle revolution, dukker og deres tøj viser modestrømninger, og dukkehuse viser tidligere tiders hjemmeliv. Derudover er der skiftende særudstillinger, f.eks. med dukker, postkort og rariteter fra Franz Carl Weber.